# Chickenosaurus

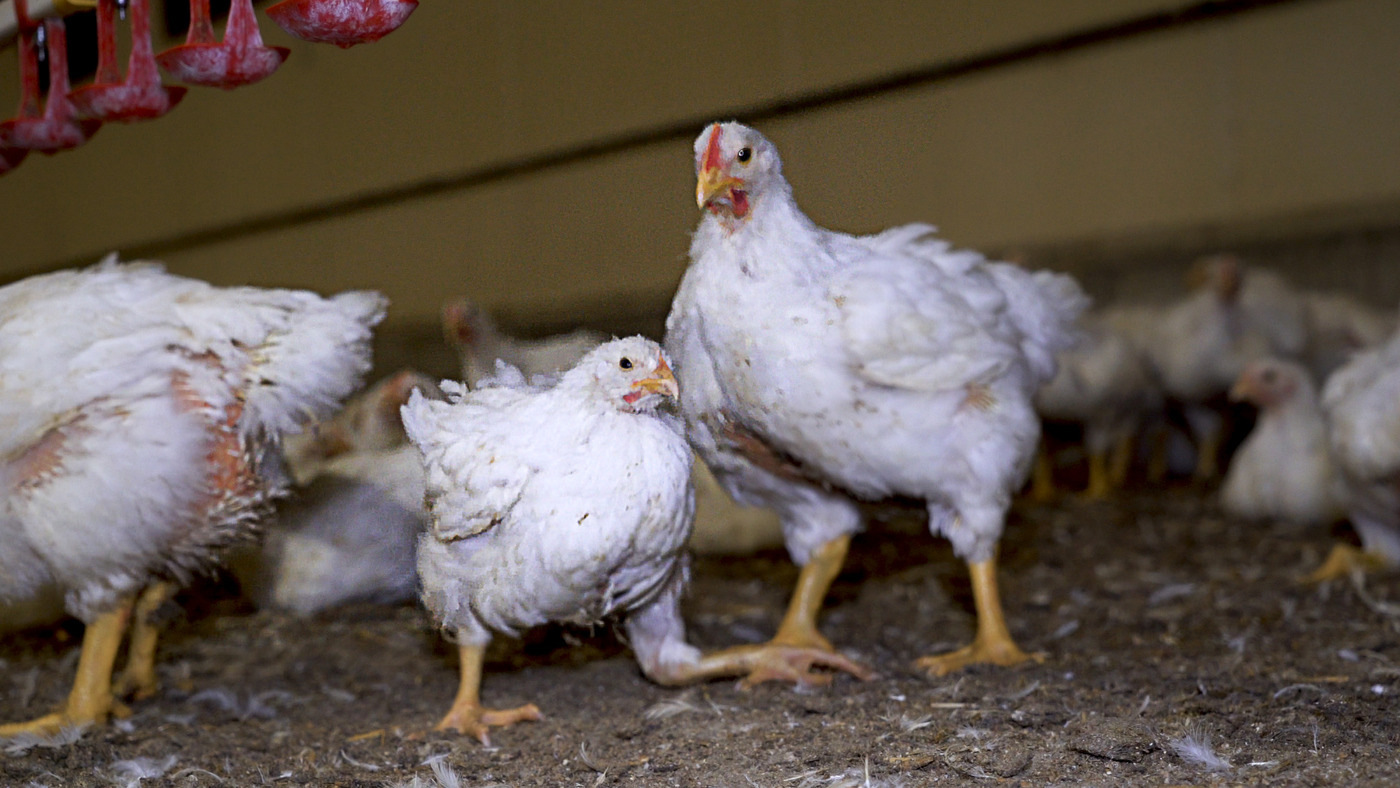
Poulets d'élevage.

Chickenosaurus est un projet de manipulation génétique visant à obtenir des animaux ressemblant aux dinosaures disparus. Controversé, ce projet est dirigé  par le paléontologue américain Jack Horner.
L'objectif est de réactiver des gènes ancestraux dormants de poulets, au stade embryonnaire, afin de leur redonner des traits physiques de leurs ancêtres théropodes, comme des dents ou une queue reptilienne. Jack Horner propose une approche appelée « induction d'atavisme » (la réapparition d'un caractère ancestral chez un individu qui normalement ne devrait pas le posséder) pour réveiller ces gènes chez l'oiseau et obtenir un dinosaure.
Cette expérience est hautement controversée, tant pour son manque de rigueur scientifique que sur le plan éthique. Il est financé par le producteur et cinéaste américain George Lucas.

## Historique du projet
Techniquement, les oiseaux modernes (Neornithes) sont les descendants directs des dinosaures théropodes et leur génome contient encore des séquences génétiques héritées de ces ancêtres. Certaines de ces séquences sont simplement désactivées et peuvent être réactivées grâce à des techniques modernes comme l’édition génétique CRISPR.
Depuis 2009, Jack Horner, sommité dans le monde de la paléontologie, expose cette théorie dans How to Build a Dinosaur: Extinction Doesn't Have to Be Forever (Comment construire un Dinosaure: l'extinction n'est pas forcément éternelle) qui décrit le projet de manipulation génétique d'embryons de poussins pour obtenir un chickenosaurus (ou pouletosaure en français) : en bloquant une partie du développement embryonnaire des poulets qui sont des descendants de dinosaures, il serait possible de leur faire exprimer complètement leur héritage génétique au moment où ce dernier ressemble à un dinosaure doté d'une tête sans bec avec des dents et un cerveau rétréci, d'écailles, de griffes aux ailes, et d'une queue sans pygostyle.
Jack Horner ne souhaite pas que la créature dépasse le stade embryonnaire. Selon lui, l’objectif principal du projet n’est pas de faire naitre un être vivant, mais de mieux comprendre les mécanismes de l’évolution et du développement de la vie en observant comment des traits ancestraux peuvent réapparaître dans un organisme moderne. Cette recherche pourrait aussi avoir des applications biomédicales notamment dans le traitement des anomalies congénitales.

## Controverses
Ce projet soulève des questions éthiques majeures sur la modification embryonnaire et le « retour en arrière » évolutif. Cette critique est souvent associée à la peur d’une dérive vers des expérimentations non contrôlées ou à des fins purement sensationnalistes, sans réelle valeur.